# The Bountiful Company
The Bountiful Company (Name seit 2021; ursprünglich Nature’s Bounty, Inc., ab 1995 NBTY, Inc., ab 2016 Nature’s Bounty, Co.) ist ein international tätiges US-amerikanisches Unternehmen, das Nahrungsergänzungsmittel herstellt und diese sowohl unter eigenem Namen als auch über Drittfirmen vertreibt.
Das Unternehmen wurde 1971 unter dem Namen Nature’s Bounty als Tochtergesellschaft von Arco Pharmaceuticals, Inc. gegründet. 1980 übernahm es die 1960 von Arthur Rudolph gegründete Arco Pharmaceuticals und integrierte diese vollständig in das eigene Unternehmen. Das Unternehmen gehört seit 2021 der Nestlé Health Science Company an.
Zu den Marken des Unternehmens gehören Nature’s Bounty, Solgar, Osteo Bi Flex, Sundown, Ester-C und Puritan’s Pride.
NBTY beschäftigte im Jahr 2020 13.000 Mitarbeiter und erwirtschaftete damit einen Umsatz von 3,4 Mrd. US-Dollar. Die Aktiengesellschaft vertreibt unter verschiedenen Markennamen rund 22.000 Produkte in 80 Ländern.